# Trouble Bubbles
Trouble Bubbles è un cortometraggio muto del 1920 diretto da Billy Armstrong.

## Produzione
Il film fu prodotto dalla Century Film.

## Distribuzione
Distribuito dall'Universal Film Manufacturing Company, il film - un cortometraggio in due bobine - uscì nelle sale cinematografiche USA il 22 dicembre 1920.